# Malacoptila
Malacoptila – rodzaj ptaków z rodziny drzymów (Bucconidae).

## Zasięg występowania
Rodzaj obejmuje gatunki występujące w Ameryce Południowej i Centralnej.

## Morfologia
Długość ciała 17,5–23 cm; masa ciała 33–65 g.

## Systematyka

### Etymologia
Malacoptila: gr. μαλακος malakos „miękki”; πτιλον ptilon „upierzenie, pióro”.

### Podział systematyczny
Do rodzaju należą następujące gatunki:
- Malacoptila mystacalis (Lafresnaye, 1850) – drzym rdzawogardły
- Malacoptila fulvogularis P.L. Sclater, 1854 – drzym płowy
- Malacoptila panamensis Lafresnaye, 1847 – drzym białowąsy
- Malacoptila striata (von Spix, 1824) – drzym kreskowany
- Malacoptila fusca (J.F. Gmelin, 1788) – drzym pstry
- Malacoptila semicincta Todd, 1925 – drzym półobrożny
- Malacoptila rufa (von Spix, 1824) – drzym rdzawoszyi